# Meelon
Meelon är en ort i Australien. Den ligger i kommunen Murray och delstaten Western Australia, omkring 83 kilometer söder om delstatshuvudstaden Perth. Antalet invånare är 556.
Runt Meelon är det mycket glesbefolkat, med 5 invånare per kvadratkilometer.. Närmaste större samhälle är Pinjarra, nära Meelon.
Trakten runt Meelon består till största delen av jordbruksmark. Genomsnittlig årsnederbörd är 1 043 millimeter. Den regnigaste månaden är maj, med i genomsnitt 187 mm nederbörd, och den torraste är februari, med 6 mm nederbörd.